# 고개지
고개지(顧愷之, 344년 ~ 406년 경)는 중국 동진의 화가이다.

## 주요 이력
그의 호는 호두이며, 장쑤성 우시에서 출생하였다. 중국 미술의 기틀을 닦아 놓은 위대한 화가로 인물, 동물, 풍경화 등 각 방면에 재주가 있었으며, 특히 인물화에 뛰어났다. 송나라 육탐미, 양나라 장승요와 함께 6조의 3대 화가 가운데 한 사람으로 알려져 있다. 교묘한 필치와 예리한 관찰로 형체의 특징을 놀랄 만큼 정확하게 묘사하여 당시의 사람들은 재절, 화절, 치절의 3절이란 말로 그를 평가하였다. 현존하는 작품 《여사잠도권》은 대영 박물관에 소장되어 있는데, 중국 그림 중 가장 오래 된 것으로 유명하다.

## 참고 자료
- 이 문서에는 다음커뮤니케이션(현 카카오)에서 GFDL 또는 CC-SA 라이선스로 배포한 글로벌 세계대백과사전의 내용을 기초로 작성된 글이 포함되어 있습니다.